# Hieracium latecardoanum
Hieracium latecardoanum es una especie de planta con flor del género Hieracium, de la familia Asteraceae, orden Asterales.

## Distribución
Hieracium latecardoanum se distribuye por España.

## Taxonomía
Fue descrita científicamente por Mateo, L. Saez, Egido & Gomiz.
Tratamiento taxonómico
La especie aparece registrada en una sección de la publicación Fl. Montiber.